# Altynsarin

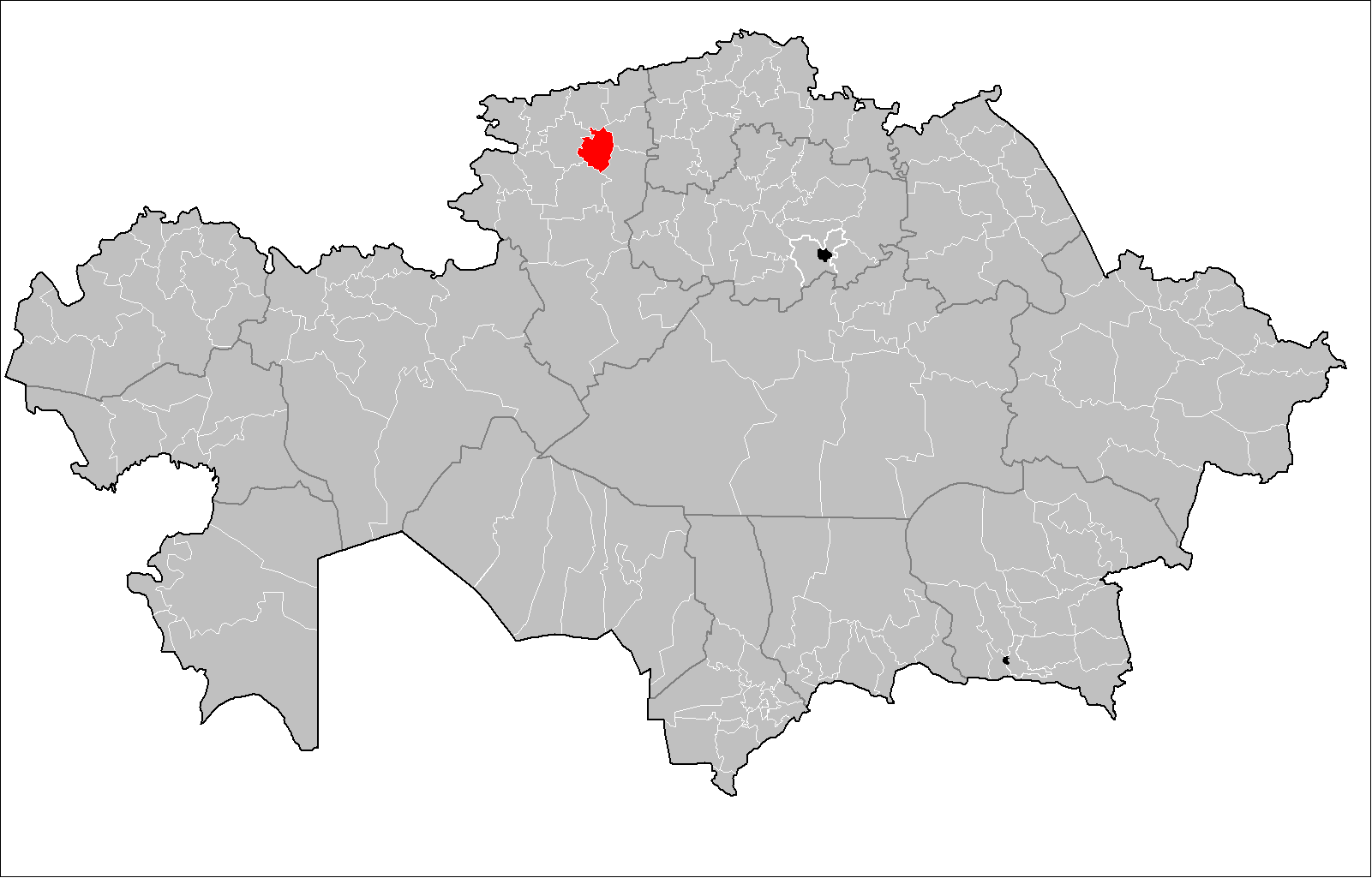
Ubicación del distrito en mapa nacional

Altynsarin (en kazajo Алтынсарин ауданы, en ruso Altynsarínskiy) es uno de los 16 distritos en los que se divide la provincia de Kostanái, Kazajistán. Debe su nombre al educador kazajo Ibrahim Altynsarin, personaje histórico de gran relevancia para Kazajistán.

## Población
Según el censo de 1999, tenía 20.367 habitantes. Para el censo de 2009 se había dado un importante descenso de la población y se registraron 15 688 habitantes.